# Rocío Monasterio
Rocío Monasterio San Martín född den 4 februari 1974 i Cienfuegos Kuba är en arkitekt och spansk politiker, diputerad i Asamblea de Madrid. Hon är president för Vox i Comunidad de Madrid.